# Bela Vista (metrostation)
Bela Vista is een metrostation gelegen aan de Rode lijn van de metro van Lissabon. Het station werd op 19 mei 1998 geopend.
Het is gelegen aan het kruispunt van de Avenida Dr. Teixeira da Mota en de Avenida do Santo Condestável.
São Sebastião · Saldanha · Alameda · Olaias · Bela Vista · Chelas · Olivais · Cabo Ruivo · Oriente · Moscavide ·  Encarnação · Aeroporto